# 福索
福索（義大利語：Fossò），是意大利威尼托大区威尼斯省的一个市镇。总面积10平方公里，人口6736人，人口密度673.6人/平方公里（2009年）。国家统计（ISTAT）代码为027017。